# 広島自動車道
広島自動車道（ひろしまじどうしゃどう、英語: HIROSHIMA EXPWY）は、広島県広島市安佐南区の広島JCTから同市安佐北区の広島北JCTに至る高速道路（高速自動車国道）である。略称は広島道（ひろしまどう）。
高速道路ナンバリングによる路線番号は、中国自動車道の広島北JCT - 千代田JCT間・浜田自動車道とともに、「E74」が割り振られている。

## 概要

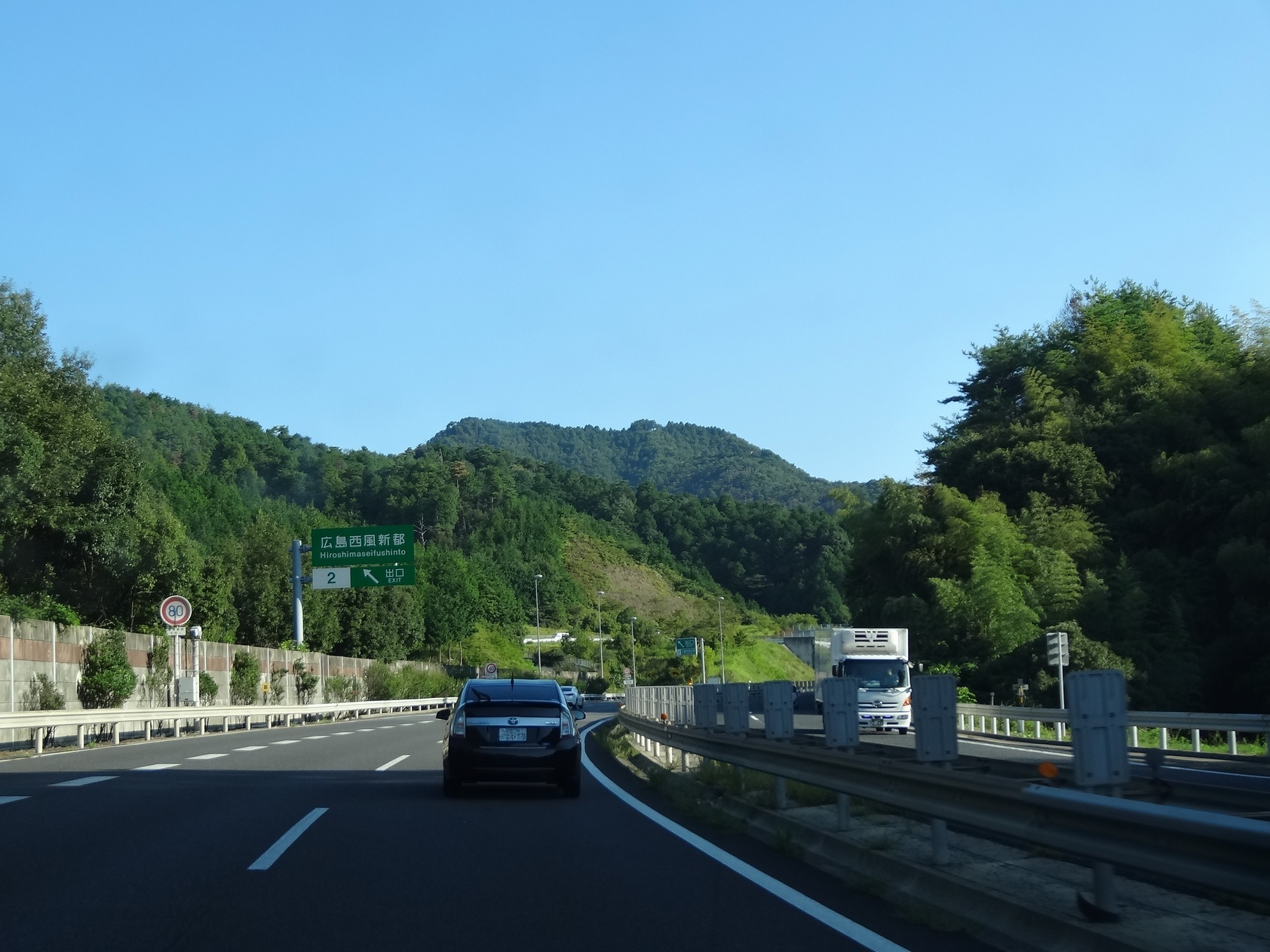
広島西風新都IC付近から広島北JCT方面を望む（広島市安佐南区）

国土開発幹線自動車道の路線名は、中国自動車道の広島北JCT - 千代田JCT間と浜田自動車道と併せて、中国横断自動車道広島浜田線であり、当路線の全体の距離が約20キロメートル (km) と全線開通している高速道路としては短く、事実上中国自動車道と山陽自動車道の連絡道路として扱われており、標識も中国道および山陽道への進行を促す形になっている。
独立行政法人日本高速道路保有・債務返済機構の「道路資産保有及び貸付状況（路線別）」では区間を「広島市安佐南区沼田町大字伴から広島市安佐北区安佐町大字飯室まで」と示しており、広島JCTが起点であることが示されているが、IC番号やキロポストは北陸自動車道と同様に終点の広島北JCTから起点の広島JCTへと向かって設置されている。これは、国土開発幹線自動車道上の扱いは「（広島市を起点とし浜田市を終点とする）中国横断自動車道の一部」となっているものの、実際には中国自動車道から分岐する形で開通し、さらに当路線から西進する形で山陽自動車道が同時開通したという経緯に起因するものである。

## インターチェンジなど
国土開発幹線自動車道の路線名、高速自動車国道の路線としての起終点は広島JCTから広島北JCTの順であるが、このセクションではIC番号、キロポストに従い、広島北JCTから広島JCTの順で記述する。
- 全区間広島県広島市に所在。
- IC番号欄の背景色が■である区間は既開通区間に存在する。
施設欄の背景色が■である区間は未開通区間または未供用施設に該当する。
- 路線名の特記がないものは市道。
- バスストップ (BS) のうち、○/●は運用中、◆は休止中の施設。無印はBSなし。
- 英略字は以下の項目を示す。
IC：インターチェンジ、JCT：ジャンクション、PA：パーキングエリア、BS：バスストップ

| 26 | 広島北JCT      | E2A 中国自動車道                 | 0.3  | - | 0.0KPは中国道分岐部    | 安佐北区 |
| 1  | 広島北IC       | 国道191号 広島北道路（候補路線） | 3.1  | ○ |                        | 安佐北区 |
| -  | 久地PA         | -                                | 10.7 |   |                        | 安佐北区 |
| -  | 久地BS         | -                                | 11.9 | ○ |                        | 安佐北区 |
| 2  | 広島西風新都IC |                                  | 13.5 |   |                        | 安佐南区 |
| 30 | 広島JCT        | E2 山陽自動車道                  | 17.5 | - | キロポストは16.8KPまで | 安佐南区 |

## 歴史
- 1983年（昭和58年）3月24日 : 広島北JCT - 広島北IC間が開通。
- 1985年（昭和60年）3月20日 : 広島北IC - 広島JCT間が開通し、全線開通。
- 2001年（平成13年）7月6日 : 広島西風新都ICが供用。

## 路線状況

### 車線・最高速度
| 区間                | 車線   | 車線   | 車線   | 最高速度 |
| 区間                | 上下線 | 上り線 | 下り線 | 最高速度 |
| ------------------- | ------ | ------ | ------ | -------- |
| 広島JCT - 広島北JCT | 4      | 2      | 2      | 80 km/h  |

### サービスエリア・パーキングエリア
当路線は総距離が短く、休憩施設は久地パーキングエリア (PA) のみである。一般的なPAの設備内容で、深夜営業はしておらず給油所もない。

### 主なトンネルと橋
| 区間              | 構造物名     | 長さ    | 長さ    |
| 区間              | 構造物名     | 上り線  | 下り線  |
| ----------------- | ------------ | ------- | ------- |
| 久地PA - 広島北IC | 竹坂トンネル | 1,129 m | 1,113 m |
| 久地PA - 広島北IC | 広島大田川橋 | 744 m   | 718 m   |
| 久地PA - 広島北IC | 日浦トンネル | 177 m   | 216 m   |
| 久地PA - 広島北IC | 宮郷トンネル | 1,220 m | 1,217 m |

#### トンネルの数
| 区間                     | 上り線 | 下り線 |
| ------------------------ | ------ | ------ |
| 広島JCT - 広島西風新都IC | 0      | 0      |
| 広島西風新都IC - 久地PA  | 0      | 0      |
| 久地PA - 広島北IC        | 3      | 3      |
| 広島北IC - 広島北JCT     | 0      | 0      |
| 合計                     | 3      | 3      |

### 道路管理者
- 西日本高速道路株式会社 中国支社
  - 広島高速道路事務所 : 広島JCT - 広島西風新都IC
  - 千代田高速道路事務所 : 広島西風新都IC - 広島北JCT

### 交通量
| 区間                      | 平成11（1999）年度 | 平成17（2005）年度 | 平成22（2010）年度 | 平成27（2015）年度 | 令和3（2021）年度 |
| ------------------------- | ------------------ | ------------------ | ------------------ | ------------------ | ----------------- |
| 広島北JCT - 広島北IC      | 15,913             | 23,024             | 20,768             | 20,005             | 15,039            |
| 広島北IC - 広島西風新都IC | 15,673             | 22,467             | 20,588             | 20,287             | 15,423            |
| 広島西風新都IC - 広島JCT  | 15,673             | 19,304             | 18,480             | 19,372             | 16,048            |

（出典：「中国地方の平成17年度道路交通センサス断面交通量」（中国地方整備局ホームページ）・「平成22年度道路交通センサス」・「平成27年度全国道路・街路交通情勢調査」・｢令和3年度全国道路・街路交通情勢調査」（国土交通省ホームページ）より一部データを抜粋して作成）
- 令和2年度に実施予定だった交通量調査は、新型コロナウイルスの影響で延期された[4]。

## 地理

### 通過する自治体
- 広島県
広島市安佐南区 - 広島市安佐北区

### 接続する高速道路
- E2 山陽自動車道（広島JCTで接続）
- E2A 中国自動車道（広島北JCTで直結）